# Antoni Gąsiorowski (oficer)
Antoni Gąsiorowski (ur. 13 czerwca 1787 w Warszawie, zm. 18 czerwca 1858) – brygadier szwoleżerów-lansjerów Cesarstwa Francuskiego.
Był synem Macieja i Józefiny z domu Sieczkowskiej. 14 kwietnia 1807 wstąpił jako szwoleżer do 1 kompanii 1 Pułku Szwoleżerów-Lansjerów Gwardii Cesarskiej. Od 1 sierpnia 1812 brygadier 7 kompanii; 11 kwietnia 1813 został przeniesiony do 2 kompanii. Po abdykacji Napoleona w kwietniu 1814 wraz z pułkiem powrócił do Polski.
Walczył w kampaniach 1808–1814. Brał udział w bitwach pod Wagram, Witebskiem, Możajskiem, nad Berezyną, pod Lützen, Budziszynem, Dreznem, Lipskiem, Hanau, Brienne-le-Château, Montmirail, Château-Thierry, Laon, Arcis-sur-Aube.
28 listopada 1813 r. otrzymał Legię Honorową.